# WPP集团
WPP集团（英語：WPP plc）（NASDAQ：WPPGY），英国的一家广告和公关服务跨國公司，是全球最大的广告传播集团，在110个国家里有3,000个办事处，员工达162,000多人。总部设在伦敦，执行部在爱尔兰都柏林。其营业范围包括广告、公共关系、游说、品牌形象与沟通。它也是世界五大广告集团之一，其他四位竞争对手是电通，阳狮，Interpublic，宏盟集团。
WPP集团拥有一系列大型的下属广告传媒公司，包括精信、BCW、伟达公关、伟门汤逊、奥美、索福瑞集团、扬雅广告與群邑集团等。

## 历史
- 该公司的名字来源于“电线与塑料产品”（Wire & Plastic Products），其前身为生产购物车的公司。
- 1985年，苏铭天以25万英镑收购WPP公司，开始收购一些小型广告公司。
- 1987年，WPP以大部分贷款得来的5亿6600万美元现金恶意收购智威汤逊（J.Walter Thompson），震惊业界。
- 1989年，WPP以8亿6400万美元收购奥美广告（Ogilvy & Mather），成为全球最大的广告集团。[5]
- 2000年，WPP以47亿美元收购全球第7大广告公司扬雅广告（Young & Rubicam）。
- 2003年，WPP以4.43亿英镑收购Cordiant集团（旗下拥有Bates达彼斯广告）
- 2004年，WPP再次购买美国的精信整合傳播集團（Grey Global Group），获得了精信环球广告和竞立媒体（英语：MediaCom）等。
- 2005年，WPP购买澳洲的The Communications Group，获得了澳洲著名的广告公司George Patterson & Partners等。
- 2017年6月20日，WPP集團整併，奧美集團下的奧美數位媒體行銷納入群邑集團中的傳立媒體（英语：Mindshare (firm)）[6]。
- 2018年2月宣布博雅公关和凯维公关合并，新公司名为BCW（英语：Burson Cohn & Wolfe）。[7]
- 2018年11月宣布智威汤逊（JWT）和伟门合并，新公司叫伟门·智威（英语：Wunderman Thompson）。[8]

## 管理层
WPP由董事会管理，现任董事会成员有Colin Day、埃丝特·戴森、Orit Gadiesh、黎瑞刚、菲利普·拉德尔、Stanley Morten、Kōichirō Naganuma、卢布纳·奥拉扬、约翰·奎尔奇、Mark Read、Paul Richardson、杰弗里·罗森、Timothy Shriver、马丁·索雷尔、Paul Spencer和Solomon Trujillo。

## 外部連結
- WPP集团 （页面存档备份，存于）